# پال دادلی وایت
پال دادلی وایت (انگلیسی: Paul Dudley White؛ ۶ ژوئن ۱۸۸۶ – ۳۱ اکتبر ۱۹۷۳) پزشک متخصص قلب و استاد دانشگاه اهل ایالات متحده آمریکا بود.
او دانش‌آموختهٔ رشتهٔ پزشکی در دانشکده پزشکی هاروارد و یکی از برجسته‌ترین متخصصان قلب زمانهٔ خود و همچنین یکی از حامیان برجستهٔ پیشگیری پزشکی بود. در دهه ۱۹۵۰، وایت با آنسل کیز در توسعه «فرضیه رژیم غذایی-قلب» همکاری کرد.
وی یکی از سه پزشکی است که سندرم ولف پارکینسون وایت را به‌طور کامل توصیف کردند و سپس خودش در سال ۱۹۳۵، علائم الکتروکاردیوگرافیک آمبولی ریه را مشخص کرد.
وی همچنین برندهٔ جوایزی همچون نشان افتخار آزادی رئیس‌جمهوری و جایزه پژوهش پزشکی بالینی لسکر-دی‌بیکی شده‌است.